# Томаш Јанку
Томаш Јанку (чеш. Tomáš Janků; Јаблонец на Ниси, 27. децембар 1974) је чешки атлетичар специјалиста за скок увис. Члан је АК Дукла из Прага.
Његов брат Јан Јанку је такође чешки репрезентативљц у скоку увис, а супруга Катерина Бадурова репрезентативка у скоку мотком.

## Спортска каријера
Његови највећи успеси су бронзана недаља на Европском првенству у дворани 1998. у Валенсијиа и сребрна медаља на Европском првенству на отвореном 2006. На Европском првенству за јуниоре до 20 година у Сан Себастијану 1993. освојио је бронзану медаљу.
Пет пута је био првак Чешке у дворани: 1994, 1998—2000. и 2004. године, а на отвореном 10 пута: 1993—1994., 1996. 1998—2000. 2002. и 2006—08.

### Лични рекорди
Лични рекорди на отвореном и дворани износе 2,34 метра. Први је поставио на отвореном 8. августа 2006, на Европском првенству у Гетеборгу где је освојио сребрну медаљу, а у дворани шест месеци касније 6. фебруар 2007. у Брну.

## Значајнији резултати
| 1992.             | Светско првенство за јуиоре У—20   | Сеул, Јужна Кореја              | 7.    | 2,17   |                                              |
| Представљао Чешку |                                    |                                 |       |        |                                              |
| 1993              | Европско првенство за јуниоре У—20 | Сан Себастијан, Шпанија         |       | 2,18   |                                              |
| 1996.             | Олимпијске игре                    | Аталанта САД                    | 14.   | 2,25   |                                              |
| 1997              | Светско првенство                  | Атина Грчка                     | 28.   | 2,19   |                                              |
| 1997              | Летња универзијада                 | Катанија, Италија               | 4.    | 2,26   |                                              |
| 1998              | Европско првенство у дворани       | Валенсија, Шпанија              |       | 2,29   |                                              |
| 1998              | Европско првенство                 | Будимпешта, Мађарска            | 12.   | 2,24   |                                              |
| 1999.             | Светско првенаство у дворани       | Маебаши, Јапан                  | =6.   | 2,25   |                                              |
| 1999.             | Летња универзијада                 | Палма де Мајорка, Шпанија       | —     | БП*    |                                              |
| 2002.             | Европско првенство у дворани       | Минхен, Немачка                 | 12.   | 2,24   |                                              |
| 2002.             | Европско првенство                 | Будимпешта, Мађарска            | 12.   | 2,25   | Архивирано на веб-сајту (29. септембар 2011) |
| 2003.             | Светско првенаство у дворани       | Бирмингем, Уједињено Краљевство | =6.   | 2,25   |                                              |
| 2003.             | Светско првенство                  | Париз Француска                 | 16.   | 2,25   |                                              |
| 2004              | Светско првенство у дворани        | Будимпешта, Мађарска            | = 16. | 2,20 m |                                              |
| 2004              | Олимпијске игре                    | Атина, Грчка                    | 30.   | 2,20   |                                              |
| 2005              | Европско првенство у дворани       | Мадрид, Шпанија                 | 16.   | 2,23   |                                              |
| 2006.             | Светско првенаство у дворани       | Москва, Русија                  | =13.  | 2,24   |                                              |
| 2006.             | Европско првенство                 | Гетеборг, Шведска               |       | 2,34   |                                              |
| 2006.             | Светско атлетско финале            | Штутгарт, Немачка               | 7.    | 2,24   |                                              |
| 2006.             | Светски куп                        | Атина, Грчка                    |       | 2.,8 m |                                              |
| 2007.             | Европско првенство у дворани       | Бирмингем, Уједињено Краљевство | 4.    | 2,25   |                                              |
| 2007.             | Светско првенство                  | Осака Јапан                     | 5.    | 2,30   |                                              |
| 2008              | Олимпијске игре                    | Пекинг Кина                     | 7.    | 2,29   |                                              |

- БП — без пласмана, нема ниједан исправан скок